# Тамм, Алекс Маттиас
Алекс Маттиас Тамм (эст. Alex Matthias Tamm; 24 июля 2001, Таллин) — эстонский футболист, нападающий. Игрок сборной Эстонии.

## Биография
Занимался футболом с пяти лет, воспитанник клуба «Нымме Калью» (Таллин), тренеры — Микк Хаависту, Заур Чилингарашвили, Пеэтер Кусма. С 2017 года выступал на взрослом уровне за резервные составы «Нымме Калью». В основной команде дебютировал 14 апреля 2018 года в матче высшей лиги Эстонии против «Тулевика», заменив в перерыве Римо Хунта, и на 72-й минуте забил свой первый гол. Стал чемпионом Эстонии 2018 года, сыграв за сезон 11 матчей, из них только один раз вышел в стартовом составе. Обладатель Суперкубка Эстонии 2019 года, забил один из голов в ворота «Левадии» (3:2). Летом 2019 года был отдан в аренду на сезон в швейцарский «Грассхоппер», там выступал только за молодёжную команду. После возвращения на родину продолжил играть за «Нымме Калью», с 2021 года стал игроком стартового состава. Принимал участие в играх еврокубков. 25 июля 2021 года забил 13 голов в матче Кубка Эстонии против «Мулги» (32:0), что стало рекордом данного соревнования.
Выступал за юниорские и молодёжные сборные Эстонии, сыграл не менее 30 матчей. 8 января 2023 года дебютировал в национальной сборной Эстонии в товарищеском матче против Исландии, заменив на 75-й минуте Сергея Зенёва.

## Достижения
- Чемпион Эстонии: 2018
- Финалист Кубка Эстонии: 2018/19, 2021/22
- Обладатель Суперкубка Эстонии: 2019